# أحدب الفم
أحدب الفم (الاسم العلمي: Cryptacanthodes)، جنس أسماك بحرية من رتبة الفرخيات. توجد معظمها أنواعه في المحيط الهادي مع وجود نوع واحد من الأسماك الأصيلة في المحيط الأطلسي حيث توجد الأسماك القاعية. وهو الجنس الوحيد المعروف في فصيلته.